# Sysstema pauxilla
Sysstema pauxilla là một loài bướm đêm trong họ Geometridae.